# Elbezandsteengebergte
Het Elbezandsteengebergte (Tsjechisch: Labské pískovce, Duits: Elbsandsteingebirge) is een gebergte aan weerszijden van de grens tussen de deelstaat Saksen in oostelijk Duitsland en de regio Noord-Bohemen in Tsjechië. De naam is afgeleid van het zandsteen dat werd uitgesleten door erosie. In zowel het Duits als het Tsjechisch staan de bergen ook bekend onder de namen Saksisch Zwitserland en Boheems Zwitserland (Sächsische Schweiz en Böhmische Schweiz in het Duits, Saské Švýcarsko en České Švýcarsko in het Tsjechisch), of onder de gecombineerde aanduiding 'Boheems-Saksisch Zwitserland'. In beide landen is het Elbezandsteengebergte uitgeroepen tot nationaal park, namelijk Nationaal Park Sächsische Schweiz en Nationaal park České Švýcarsko.

## Geografie

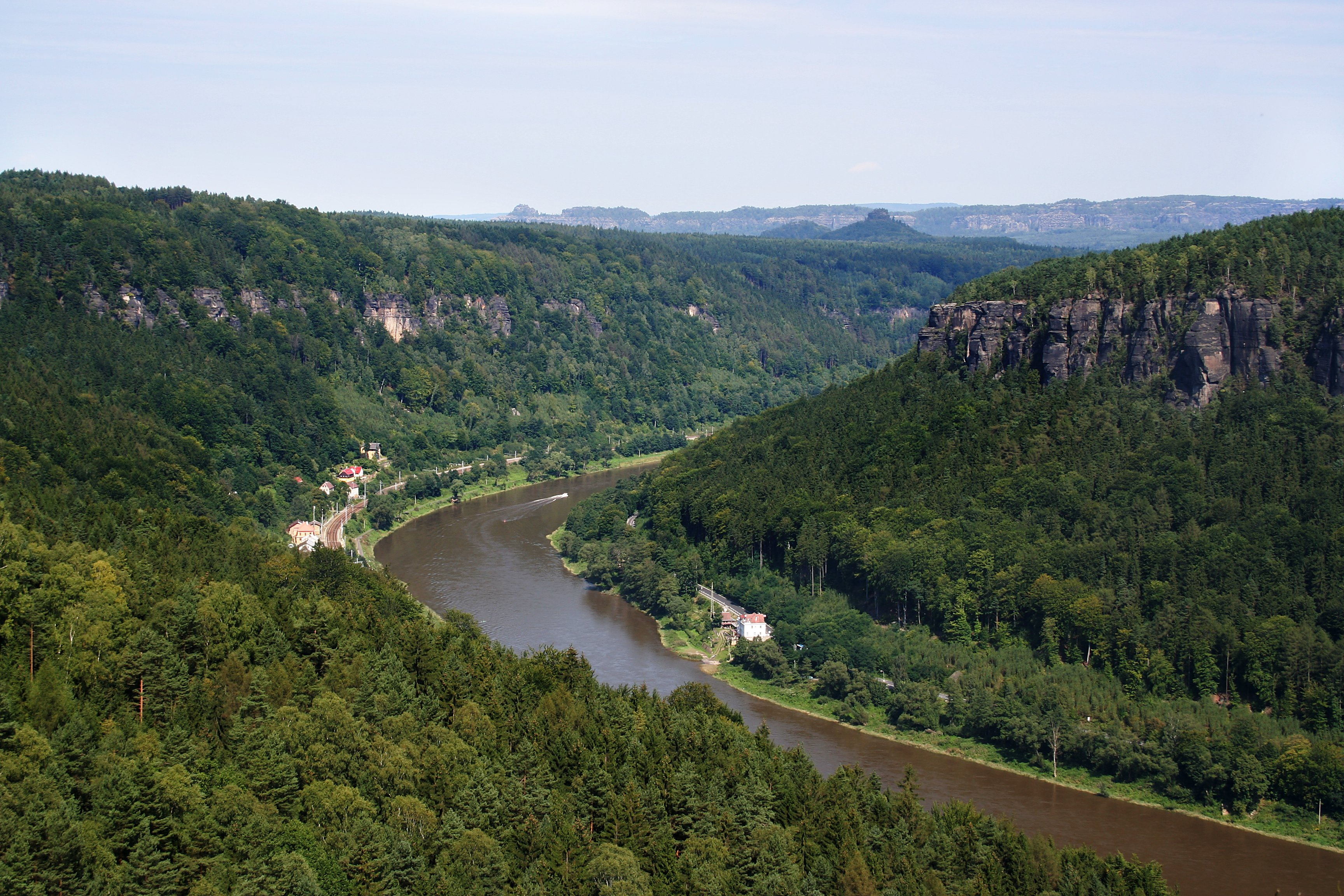
Het Elbedal in Boheems Zwitserland. De bergen aan de horizon liggen in Saksen

Het Elbezandsteengebergte strekt zich uit over beide oevers van de rivier de Elbe, vanaf de Saksische stad Pirna in het noordwesten tot het Boheemse Děčín in het zuidoosten. De Elbe doorsnijdt het gebergte in de vorm van een steil en nauw dal. De hoogste piek, de Děčínský Sněžník, is 723 meter hoog en ligt op de linkeroever van de Elbe in Boheems Zwitserland. Het gebergte verbindt het Ertsgebergte in het westen met het tot de Sudeten behorende Lausitzer gebergte in het oosten. Saksisch Zwitserland en het Zittaugebergte, deel van het Lausitzer gebergte, vormen tezamen het Boheems-Saksische Krijtzandsteengebied (Sächsisch-Böhmisches Kreidesandsteingebiet).

## Toerisme
Het Elbezandsteengebergte is sinds circa 1800 een populaire bestemming voor toeristen, en voor bergbeklimmers sinds circa 1900. Ook is het een druk bezocht recreatiegebied voor de nabijgelegen Saksische hoofdstad Dresden. Noemenswaardige plekken zijn de rotsformatie de Bastei bij Rathen, Vesting Königstein, Pravčická brána, de Schrammsteine, Pfaffenstein en de dalen van de rivieren de Kirnitzsch en de Kamenice. Er zijn vele klimroutes, vooral op de vrijstaande rotstorens. De klimsport is, vooral in het voorjaar, aan beperkingen onderhevig. Verscheidene soorten beschermde vogels, waaronder de zwarte ooievaar, broeden op de rotshellingen. Hun nesten mogen door passerende klimmers niet verstoord worden. 
Bezoekers kunnen de natuur in het Elbezandsteengebergte behalve wandelend of klimmend ook ervaren via het Elbe-fietspad of aan boord van een raderstoomboot. De kuur- en retraitefaciliteiten kennen een lange traditie in de regio. Ontdekking van ijzerhoudende en zwavelrijke bronnen in Bad Schandau in 1730 leidde tot de ontwikkeling van een kuuroord en de bouw van zwembaden.